# Myrtilos
Myrtilos (altgriechisch Μυρτίλος Myrtílos) ist in der griechischen Mythologie der Wagenlenker des Königs Oinomaos von Pisa. Seine Eltern sind Hermes und Kleobule (auch andere Mütter werden genannt).
Oinomaos verspricht in der Sage demjenigen die Hand seiner Tochter Hippodameia und sein Reich, der ihn im Wagenrennen besiegt. Pelops, der Sohn des Tantalos, bietet Myrtilos die Hälfte des Reiches an, wenn er ihm hilft, das Rennen zu gewinnen. Vor dem Rennen ersetzt Myrtilos die eisernen Nägel des königlichen Wagens durch Blöcke aus schwarzem Wachs. Während des Rennens lösen sich die Räder von Oinomaos’ Wagen, und er wird zu Tode geschleift. Im Sterben liegend durchschaut er Myrtilos und verflucht ihn: Durch Pelops’ Hand solle er den Tod finden.
Als Myrtilos sich an der schönen Königstochter vergreifen will, erfüllt sich der Fluch, und Pelops stürzt ihn ins Meer. Er schreit noch: „Fluch über dich, Pelops, und über dein ganzes Geschlecht!“ und ertrinkt. Dieser Fluch verfolgt die Nachkommen des Pelops über mehrere Generationen; er betrifft z. B. die Söhne Atreus, Thyestes und Chrysippos, die Enkel Agamemnon, Aigisthos und Menelaos sowie den Urenkel Orestes, bis er unter Vermittlung der Göttin Athene schließlich aufgelöst wird.